# Darcelle XV
Darcelle XV est le nom de scène de Walter W. Cole, né le 16 novembre 1930 et mort le 23 mars 2023, une drag queen américaine, artiste et propriétaire et exploitant de cabaret à Portland dans l'Oregon. Le Guinness World Records la certifie comme la plus ancienne drag queen en 2016, avec une carrière d'artiste s'étendant sur 57 ans au moment de sa mort.

## Biographie
Walter Cole naît le 16 novembre 1930 et grandit dans le quartier Linnton de Portland, dans l'Oregon. Sa mère meurt quand il est jeune, et son père est abusif. C'est finalement sa tante Lil qui l'élève, en prenant le rôle de ses deux parents. Il est harcelé à l'école. Adulte, il sert dans les forces armées des États-Unis et est démobilisé après la guerre de Corée à la fin des années 1950, puis il vit « une vie conventionnelle » dans le sud-est de Portland avec sa femme et ses deux enfants. Il travaille dans un magasin Fred Meyer et se décrit comme ayant « une coupe en brosse et des lunettes à monture d'écaille ». Walter Cole utilise l'argent économisé durant son temps à l'armée pour commencer à acheter des entreprises commerciales.
Au milieu des années 1950, Walter Cole achète d'abord un café appelé Caffé Espresso, qui déménage ensuite et s’agrandit pour inclure un club de jazz au sous-sol appelé Studio A, où sont jouées des performances et des concerts. Dans le même temps, il commence à faire du théâtre dans une salle locale, et rencontre Roxy Neuhardt avec qui il entame une liaison. En 1967, il achète une taverne dans le nord-ouest de Portland qui est devient plus tard la Darcelle XV Showplace.
Walter Cole porte une robe de femme pour la première fois à 37 ans et fait du drag pour la première fois en 1967, poussé par Roxy Neuhardt. En 1969, il finit de développer son alter ego Darcelle et fait son coming-out gay. Il quitte sa femme et officialise sa relation avec Roxy Neuhardt qui travaille aux côtés de Darcelle au Showplace en tant que chorégraphe, directeur de spectacle, interprète, comptable, chef de bureau et comptable de la paie. Les deux restent ensemble jusqu'à la mort de Neuhardt en 2017.
Walter Cole décède de causes naturelles à son domicile de Portland le 23 mars 2023, à l'âge de 92 ans,.

### Darcelle

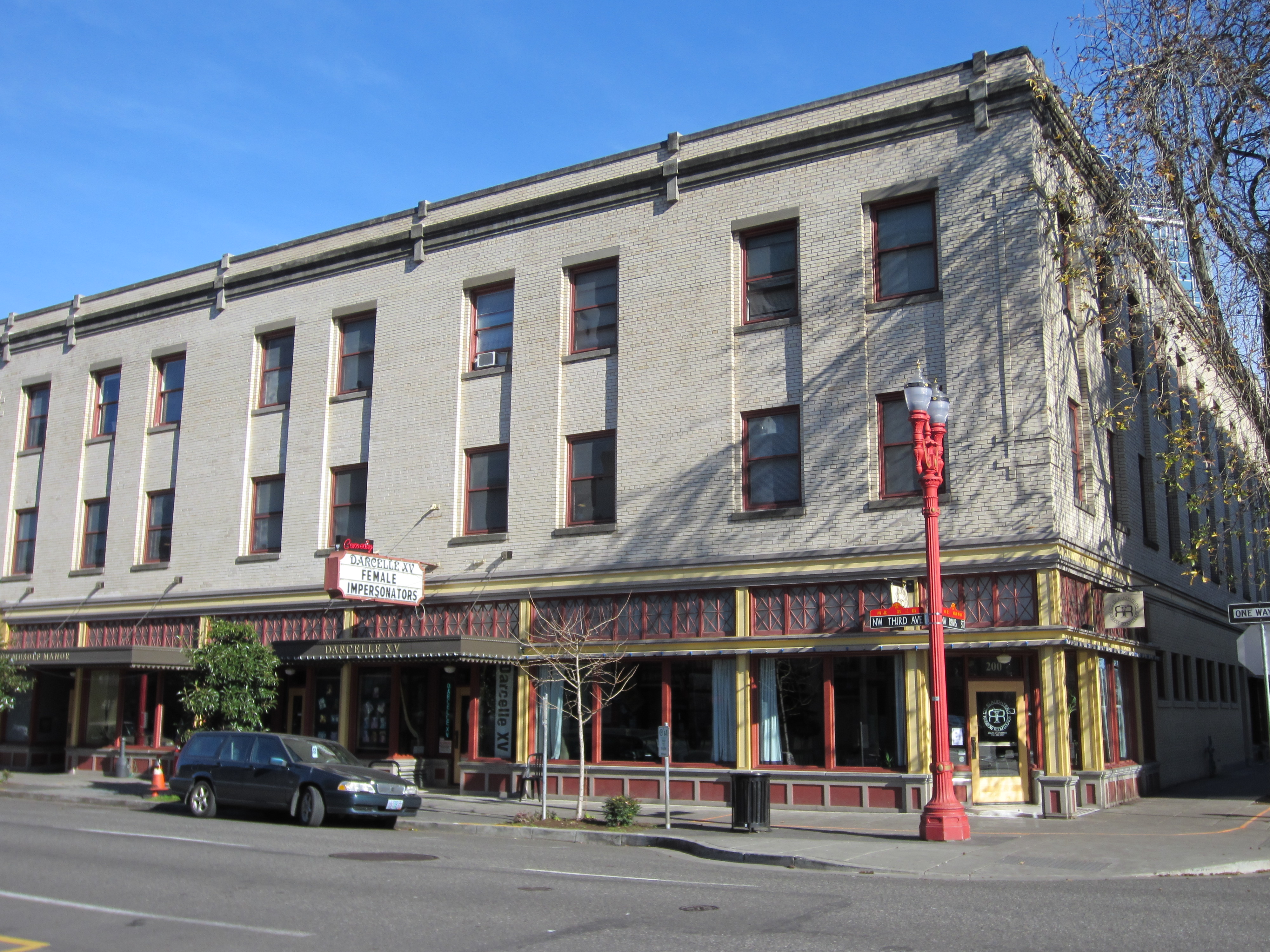
Entrée au Showplace Darcelle XV

Cole, qui s'intéresse au théâtre et travaille au Portland Civic Theatre, développe son alter ego Darcelle et fait son coming out gay. Le nom « Darcelle » rend hommage à l'actrice et chanteuse française Denise Darcel.
Darcelle porte des faux cils, des bijoux et des vêtements brillants. Walter Cole décrit son personnage comme « des paillettes sur les paupières, beaucoup de plumes, de gros cheveux, de gros bijoux et beaucoup de bêtises ». Évitant une loi de l'Oregon qui interdit l'utilisation de plus d'un instrument pendant les représentations, les artistes du Darcelle XV Showplace synchronisent leurs lèvres. L'entreprise est condamnée à une amende après que Neuhardt exécute un « adagio de type ballet » avec un autre homme.
Darcelle assiste à des événements sociaux dans toute la ville. Dans les années 1980, il se sert du Darcelle XV Showplace pour collecter de l'argent pour différentes œuvres de charité, puis pour le sida. En 2011, il a été grand maréchal de la Starlight Parade du Portland Rose Festival et reçoit le prix Spirit of Portland de la ville,. Walter Cole et Sharon Knorr  publient ses mémoires, Just Call Me Darcelle, en 2011. Le livre rappelle la vie de Walter Cole, y compris son enfance, son service militaire et le fait d'être Darcelle.

## Réception
Le Darcelle XV Showplace accueille le plus ancien spectacle de drag de la côte ouest. Dans l'examen des mémoires de Walter Cole par Kelly Clarke, elle le décrit comme « un homme d'affaires énergique dont le désir d'une vie moins ordinaire l'a catapulté d'un emploi chez Fred Meyer pour devenir propriétaire d'un café de contre-culture, d'un club de jazz après les heures de travail, d'un bar lesbien et, enfin, une revue de drag connue à l'échelle nationale, sans jamais quitter Portland ». Darcelle XV est reconnu par le Guinness World Records comme la drag queen la plus âgée du monde en 2016, alors âgée de 85 ans et 273 jours.
En 2020, le Dracelle XV show place est classé patrimoine historique de l'Oregon.